# Dunsyre Hill
Dunsyre Hill är en kulle i Storbritannien.   Den ligger i kommunen South Lanarkshire och riksdelen Skottland, i den centrala delen av landet, 500 km norr om huvudstaden London. Toppen på Dunsyre Hill är 401 meter över havet.
Terrängen runt Dunsyre Hill är platt åt sydväst, men åt nordost är den kuperad. Runt Dunsyre Hill är det glesbefolkat, med 8 invånare per kvadratkilometer. Närmaste större samhälle är Livingston, 19,9 km norr om Dunsyre Hill. Trakten runt Dunsyre Hill består i huvudsak av gräsmarker.